# 대질신문조항
대질신문조항이란 미국 수정 헌법 제6조에서 보장된 권리로 피고인이 자신에게 불리한 증언을 하는 증인에 대해 대질 신문 즉 반박할 기회를 보장하는 조항이다.

## 공동피고인
복수의 피고인들이 공동으로 재판을 받을 때 한 피고인이 자백하고 다른 피고인은 묵비권을 행사하는 경우, 만약 자백한 피고인의 진술이 공개재판에서 자백하지 않은 자에게 유리하게 적용된다면, 그 행동은 피고인의 헌법적 권리를 침해하게 된다.

## 같이 보기
- 미국 수정 헌법 제6조